# Ситдикова Гузаль Рамазанівна
Гузаль Рамазанівна Ситдикова (башк. Гүзәл Рамаҙан ҡыҙы Ситдиҡова, рос. Гузаль Рамазановна Ситдыкова; 10 червня 1952, с. Інзер Бєлорєцького району, Башкирська АРСР) — башкирська поетеса, перекладач, громадський діяч. Заслужений працівник культури Республіки Башкортостан.

## Біографія
Народилась 10 червня 1952 у селі Інзер Бєлорєцького району Башкирської АРСР.
У 1967 році, закінчивши восьмирічну школу, вступила до Бєлорєцького педагогічного училища. Вищу освіту здобула в Челябінському державному інституті культури (1976-1980 роки).
З 1989 по 1995 роки була головним редактором районної газети «Урал» Бєлорєцького району. Тоді ж була обрана народним депутатом Верховної Ради Башкирської АРСР XII скликання (1991—1995 рр.).
У 1995—2008 роках була депутатом Державної Ради — Курултаю Республіки Башкортостан 1-3 скликань, членом Громадської Палати Республіки Башкортостан 1 скликання (2011—2012 рр.), головою Товариства башкирських жінок Республіки Башкортостан (2004—2011 рр.).
Працюючи в районній газеті «Урал» широко публікувалась у республіканських виданнях.
Друкується з 1976 року. Перша збірка віршів вийшла в альманаху «Йәш көстәр» (Молоді сили) у 1984 році.
Переклала вірш, що викарбуваний на пам'ятнику «Скорботна мати» (м. Уфа).
Переклала на башкирську мову українську народну пісню «Ой у гаю, при Дунаю» та романс Михайла Петренка «Дивлюсь я на небо».
Проводить активну громадську діяльність. Бере участь у редагуванні башкирської Вікіпедії в інших проектах фонду Вікімедіа.

## Нагороди
- Почесна грамота Республіки Башкортостан (2002)
- Подяка Ради Федерації ФР Державної Думи Російської Федерації (2005)
- Заслужений працівник культури Республіки Башкортостан (2007)
- Почесна Грамота Державної Ради — Курултаю Республіки Башкортостан (2012)

## Галерея

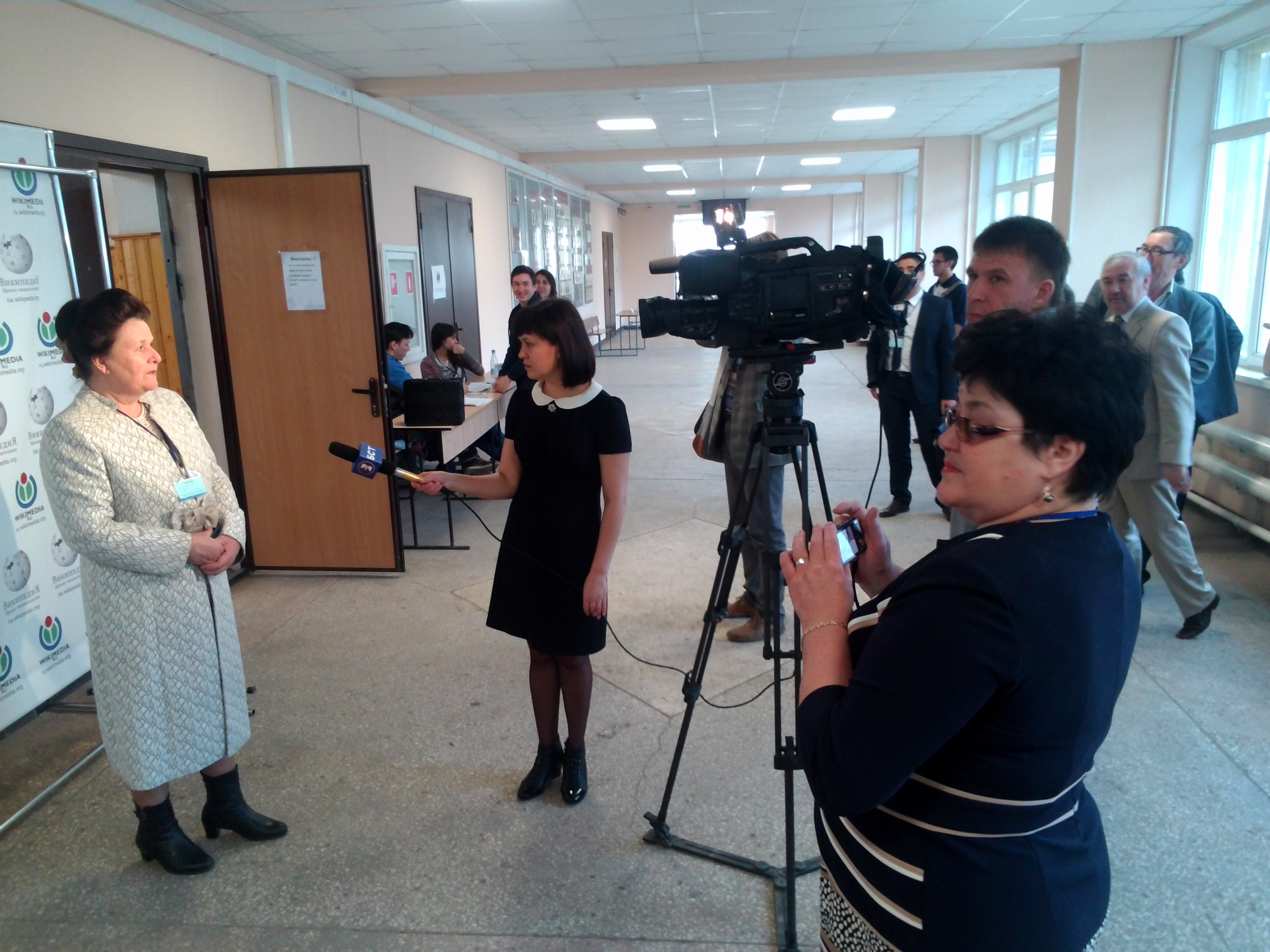
Гузаль Ситдикова дає інтерв'ю телеканалу «БСТ» (Башкирське супутникове телебачення) під час Вікі-Сабантуя 2015